# Lluïsa Vidal
Lluïsa Vidal i Puig (Barcelona, 2 de abril de 1876 – 22 de outubro de 1918) foi uma pintora espanhola. Criada em uma família abastada intimamente relacionada aos círculos modernistas catalães, ela é conhecida como a única pintora profissional do Modernismo catalão e uma das poucas mulheres daquele período que foi para o exterior para receber aulas de arte.